# آران و بیدگل
آران و بیدگل شهری در استان اصفهان و مرکز شهرستان آران و بیدگل است.

## جغرافیا
این شهر در جنوب غربی دریاچهٔ نمک واقع شده و فاصله آن از دریاچه نمک ۳۵ کیلومتر است و همچنین در غرب کویر مرنجاب و منطقه ی یخاب قرار دارد.

## آب و هوا
آب و هوای این منطقه گرم و خشک با تابستانهای گرم و سوزان و زمستانهای سرد و خشک بوده و حداکثر دمای هوا در تابستان به بیش از ۵۵ درجه سانتیگراد و حداقل برودت هوا در زمستان به ۷- درجه سانتیگراد می‌رسد.
بارش سالیانه حدود ۱۳۸ میلیمتر و میانگین دمای سالانه ۱۹/۹ درجه سانتیگراد است اما دما دما در پاییز و بهار معتدل بوده و در این فصول توریست‌های زیادی از اقصی نقاط جهان به این شهر زیبا می‌آیند.

## مراکز علمی دانشگاهی و حوزوی
- دانشگاه پیام نور آران وبیدگل
- دانشگاه فرهنگیان آران وبیدگل
- دانشگاه پردیس خودگردان آران وبیدگل
- دانشگاه علمی کاربردی آران وبیدگل
- دانشگاه آزاد اسلامی آران وبیدگل
- حوزه علمیه امیرالمؤمنین (ع) آران وبیدگل
- حوزه علمیه حضرت زینب آران وبیدگل
- حوزه علمیه زینبیه ی آران وبیدگل

- حوزه علمیه المهدی آران وبیدگل

## غذا های ویژه ی آران وبیدگل
کباب زردک، خورشت نخود آله، شله بریان با زیره، گوشت (و) لوبیا، آش سماق، خورشت ماست، قیمه ریزه ی آران وبیدگل ، حلیم گوشت (و) عدس و خورشت اسفناج ( خورشت نخود و اسفناج؛ گوشت و نخود و اسفناج )

## تاریخچه
تحقیقات باستان‌شناسی نشان داده است که انسان عهد حجر که تازه از کوه فرود آمده و در دشت سکونت گزیده بود، بر روی همان مسیر کمانی شکل اطراف کویر نمک استقرار یافته بود و این قرارگاه‌های انسانی که تاکنون شناخته شده‌اند در تپه سیلک، قم، ری و دامغان بوده است.
پس از آنکه تپه سیلک (در ۱۴ کیلومتری جنوب غرب)، در اوایل هزاره اول (پیش از میلاد مسیح) تخریب شد، مهاجمان پیروز فین کنونی را مسکن خویش قرار دادند و در اطراف آنجا آبادیهای کوچک و بزرگی مانند آران دشت، بیدگل، نوش‌آباد، نیاسر و ورزآباد پدید آمد.
در دوره صفوی ژان شاردن که از این منطقه بازدید می‌کند در مورد بیدگل می‌گوید:
«تنها در یکی از نقاط حومه شهر هزار کارگر ابریشم‌باف وجود دارد. این آبادی که آران نام دارد و در فاصله دو فرسخی شهر می‌باشد از دور همچون شهر زیبایی جلوه‌گر است و دارای دو هزار باب خانه باغچه و ششصد باغ زیبا می‌باشد.»
در دوره قاجار، آران و بیدگل به صورت دو قریه جدا از هم وجود داشت. عبدالرحیم کلانتر ضرابی در این باره می‌گوید:
«و از آنجا به قریه نوش‌آباد و از آنجا به قریه آران و از آنجا به قریه بیدگل و این سه قریه از قرا معتبره و از قصبات معظمه گرمسیر و در دامنه بند ریگ بین الشمال و المشرق و در یک فرسخی و یک فرسخ و نیم کاشان واقع هستند.»
1. ↑  https://www.imna.ir/news/680488
2. ↑  دریاچه نمک مسیله (آران و بیدگل) بایگانی‌شده  در ۶ ژوئیه ۲۰۱۷ توسط Wayback Machine، کویرها و بیابان‌های ایران
3. ↑  ایران از آغاز تا اسلام، رومن گیرشمن، ترجمه محمد معین، شرکت انتشارات علمی و فرهنگی، چاپ ۹، صفحه ۷ دیباچه
4. ↑  تاریخ اجتماعی کاشان، حسن نراقی، چاپ ۱۳۶۵، صفحهٔ ۲۴
5. ↑  سیاحتنامه شاردن، نوشته ژان شاردن، ترجمه محمد عباسی، جلد ۳، صفحهٔ ۸۶
6. ↑  تاریخ کاشان، عبدالرحیم کلانتر ضرابی، به کوشش ایرج افشار، صفحه ۳۲ و صفحهٔ ۱۳۱

«رشته قنوات دوره آران و بیدگل قبل از حصاربندی یا در زمانی که عرصه محصوره این شهر هنوز از بیوتات و عمارات معمور نشده بوده است از قطر دایره حصاربندی به طرف دامنه جنوبی گذشته و هر یک سی ذرع و پنجاه ذرع و بیشتر و کمتر عمق دارند…»
پس از دوره قاجار آران و بیدگل هر یک بر اساس قوانین تقسیمات کشوری دارای شهرداری جداگانه بودند و سال تأسیس شهرداری آن‌ها به ترتیب ۱۳۳۲ و ۱۳۳۳ خورشیدی بوده است. اولین شهردار آران در این دوره محمدتقی صباحی بود.
در سال ۱۳۵۴ خورشیدی بنابر تصمیم وزارت کشور این دو شهر تحت عنوان گل‌آرا یکپارچه شدند و از بخش آران و از توابع کاشان در محدوده استان مرکزی قرار گرفت.
در مردادماه سال ۱۳۷۵ بر اساس مصوبه هیئت وزیران، بخش آران از شهرستان کاشان جدا و به عنوان شهرستان آران و بیدگل شامل دو بخش مرکزی و کویرات در تقسیمات کشوری شناخته شد.
قدیمی‌ترین اثر مکتوبی که به آران اشاره دارد، کتاب الاعلاق النّفیسه نوشته ابن رسته است که در سال ۲۹۰ قمری به زبان عربی نگاشته شده و در سالهای اخیر توسط دفتر انتشارات امیرکبیر ترجمه و چاپ شده است. در صفحه ۱۸۱ این اثر از آران به عنوان یکی از آبادیهایی که در دوران انوشیروان دارای قصرهایی بوده است، یاد می‌کند.
درکتاب تاریخ قم که۱۳۰۰ سال پیش نوشته شده از آران و وشاد و هراسکان نامبرده شده است.
 «در نوشته‌ها قریه آران، دیده می‌شود. این منطقه را سابق بر این بدان جهت قریه می‌گفتند یا می‌نوشتند چون که دارای باغهای مشجر، خانه‌های بزرگ، قلعه و کاریزهای متعدد بوده است…»
مطابق نوشته‌های عباس علیجانزاده آرانی، این شهر از دو بخش مجزا و همجوار آران و بیدگل با فاصله کوچه‌ای تنگ تشکیل شده بود که در اسفند ۱۳۴۴ دیوارها فرو ریخت و هر دو بخش یکی شدند و شهر آران و بیدگل به‌وجود آمد.

## سبب نام‌گذاری (وجه تسمیه)

### آران
اسامی آران، آرو، آرو بیدگل، ویگل، گل‌آرا، نامهای رسمی و محلی این منطقه بوده است. دربارهٔ سبب این نام‌گذاری نظریات متعددی ابراز شده که به برخی از آن‌ها اشاره می‌شود
- واژه آران به معنای جایگاه مقدس و مکان گرمسیر است و اصل این واژه از «آرین» (نام دیگر قوم آریا یا ایریا) بوده است. نظام وفا آرانی در مجموعه آثار خود دربارهٔ آران می‌گوید:[۷]

| شنیدم که آران از آن نام جست |  | که بد مرکز آریایی نخست        |
| وزان نام بردار آرانی است    |  | که خود ز اولین قوم ایرانی است |

- آران یا آلان یعنی کاشانه و لانه نیز هست. نام کاشان و قزوین نیز از نام این قوم کاسپین‌ها گرفته شده است.
- آر به معنی بزرگ و قهرمان و دلیر و آران سرزمین دلیران است.[نیازمند منبع]
- آران به معنی سرزمین شرق و آفتاب هم آمده است.[نیازمند منبع]
- احتمالاً این مردم از نظامیان و لشکریانی بنام آران بد بوده‌اند که شاید نام آران و بیدگل از این اسم باشد و گرنه گلی در این ناحیه چندان نمی‌روید که وجه تسمیه گل داشته باشد مگر آن لشکر گم شده در کویر لشکر آران بدگل (نام آن سپهبد) باشد.[نیازمند منبع]
- آران به معنی ایران کوچک است.

### بیدگل
- واژه بیدگل تغییریافته ویگل، شهر باستانی در کنار شهر قدیمی هراسکان (شهر بزرگ باستانی) است.[نیازمند منبع]
- بیم گل یا هراس کان محل ترس به دلیل داشتن کوچه و خانه‌های عجیب و غریب آن بوده است.
- سلیمان صباحی بیدگلی از شاعران نامی و از نامیان دوران موسوم به نهضت بازگشت ادبی در وصف شهر خود یعنی بیدگل چنین می‌سراید:

| وطن به بیدگل، اما کسی ندیده صباحی |  | به دست دسته گل، یا به فرق سایه بیدم |

## مردم

### زبان و لهجه
یکی از ویژگی‌های منحصر به فرد این منطقه، تنوع لهجه ای بسیار زیاد است. به گونه ای که ممکن است دو چند همسایهٔ دیوار به دیوار به لهجه‌های مختلف صحبت کنند یا حتی در سخنان خود از اصطلاحات و الفاظی بهره ببرند که دیگران متوجه آن نشوند. آران و بیدگل زبانی خاص دارد که تیره ای از زبان پهلوی قدیم(زبان‌های ایران مرکزی)است.

### جمعیت
بر پایه سرشماری عمومی نفوس و مسکن در سال ۱۳۹۵ جمعیت این شهر ۶۵٬۴۰۴ نفر (۲۰٬۳۱۵ خانوار) بوده است.
- یخچال تاریخی و خشتی

معروف به یخچال مختص آباد
واقع در منطقه مختص آباد کوچه ولایت چهارم
بنایی بسیار زیبا و کم‌نظیر

## زیارتگاه‌ها و مساجد
- امامزاده محمد هلال بن علی، واقع در کوی محمد هلال
- امامزاده فضل علی بن موسی بن جعفر (علیه السلام) معروف به به زیارت تازه، واقع در محله آب پخش
- امامزادگان اسحاق و سلیمان (علیهما السلام)، واقع در خیابان وشاد، محله وشاد
- امامزادگان اسحاق و اسماعیل (علیهما السلام)، واقع در محله بازار
- امامزادگان پنج امامزاده (علیهم السلام)، واقع در درب مسجد قاضی
- آستان مقدس امامزادگان حسن و سلیمان (علیهما السلام)، منطقه فیض آباد
- امامزادگان یحیی، محسن و میمونه خاتون (علیهم السلام)، سر محله
- امامزاده قاسم بن علی نقی واقع در خیابان امامزاده قاسم
- امامزاده هادی، واقع در محله مختص آباد خیابان امامزاده هادی
- قبرستان و بقعه امامزاده حسین، واقع در محله هاشمیه. مقبره سلیمان صباحی شاعر دوره زندیه در این قبرستان واقع است.
- امامزاده هاشم بن علی بن ابی طالب و فاطمه بنت العسگری، واقع در محله هاشمیه
- امامزاده یحیی، واقع در محله درب مختص آباد
- هفت امامزاده، واقع در محله سلمقان
- شاهزاده محسن، واقع در بین محلات سلمقان و دربریگ

## مساجد تاریخی
- مجموعه تاریخی قاضی مشتمل بر: مسجد جامع، حسینیه، مهدیه، آرامگاه پنج امامزاده از فرزندان محمد بن علی (باقر) (پنجمین پیشوای شیعیان)، آب‌انبار، بازارچه شرقی، بازارچه غربی، مسجد ملا علی آرانی، خانه خاندان عاملی آرانی،
- منطقه باستانی ویگل، شامل دو قلعه شرقی (متعلق به پارتها) و قلعه غربی (مربوط به دوره ساسانیان)
- مسجد نقشینه
- مسجد تاریخی باباحاجی دربند
- مسجد تاریخی محله بازار
- مسجد تاریخی سرکوچه یخچال
- مسجد تاریخی علی یزلان
- مسجد تاریخی علی میدان بزرگ
- مسجد تاریخی میدان
- مسجد تاریخی ابولؤلؤ
- مسجد تاریخی آیت‌الله ملاعلی آرانی گلپایگانی
- مسجد تاریخی رحیم روس
- مسجد تاریخی عبدالصمد
- مسجد تاریخی مدرسه
- مسجد تاریخی وثوق

## حمام‌ها
- حمام حاج محمد (محله درب ریگ) بیدگل، دارای قدمت صفوی-قاجاری[۱۰]
- حمام رئیسه (محله درب ریگ)
- حمام شرف (حاج عبدالصمد)
- حمام بازار (توی ده)
- حمام محله قاضی
- حمام فخار خانه
- حمام مسلم آباد (تخریب شده)
- حمام عنایتی (وشاد)
- حمام کوچکه
- حمام میدان بزرگ

## آب‌انبارها
- آب‌انبار محله سر کوچه یخچال
- آب‌انبار محله قاضی
- آب‌انبار میدان بزرگ
- آب‌انبار محله دربند
- آب‌انبار محله چهارسوق
- آب‌انبار محله سرگنگه
- آب‌انبار محله دهنو
- آب‌انبار محله آب پخش
- آب‌انبار محله درب ریگ (ثبت بنای تاریخی)
- آب‌انبار حاج میرزا معصوم طباطبایی بیدگلی (آقا شهاب)
- آب‌انبار محله سلمقان
- آب‌انبار محله توی ده
- آب‌انبار محله دروازه
- آب‌انبار محله فخار خانه
- آب‌انبار مسجد مدرسه خانقاه سلمقان
- آب‌انبار محله مختص آباد
- آب‌انبار محله باغ علوی (تخریب شده)
- آب‌انبار مسجد جمعه
- آب‌انبار محله سر کوچه دراز
- آب‌انبار محله بازار
- آب‌انبار پالکینه
- آب‌انبار محله وشاد (زیرده)
- آب‌انبار محله حاج امین
- آب‌انبار امامزاده محمد هلال

## جاذبه‌های طبیعی

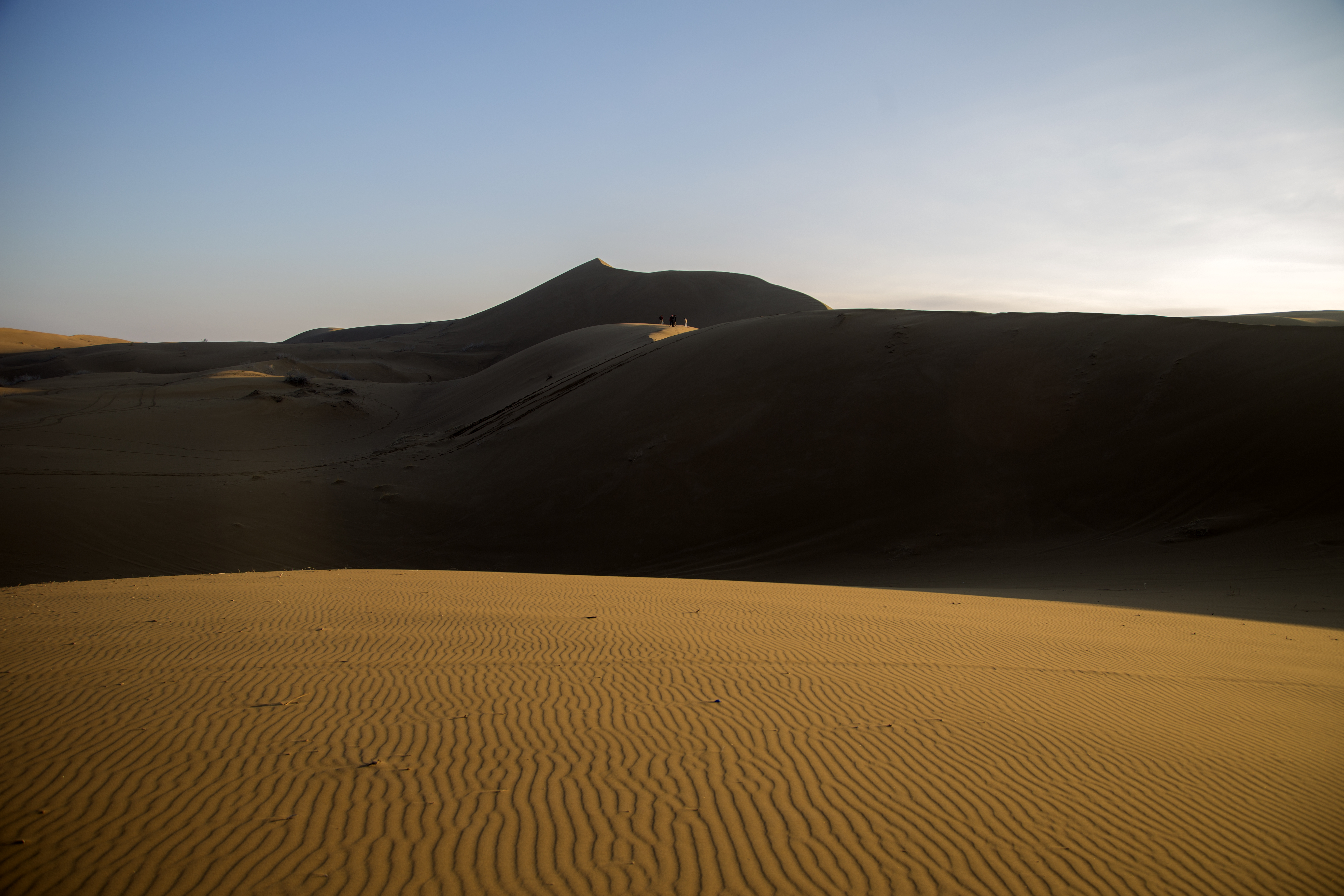
کویر مرنجاب، آران و بیدگل

- کویر مرنجاب، آران و بیدگلکاروانسرای تاریخی مرنجابدریاچه نمک در آران و بیدگلدریاچه نمک

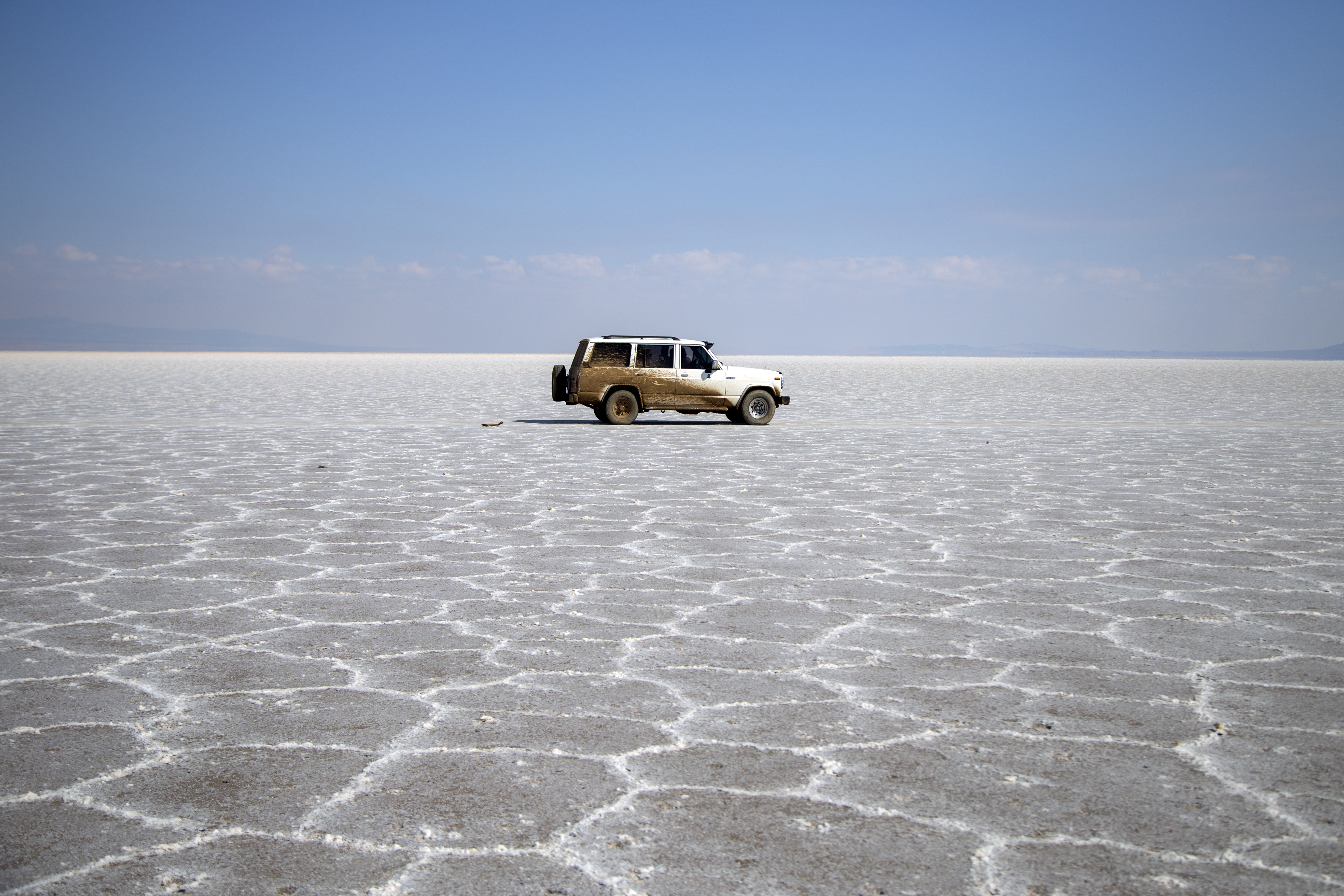
دریاچه نمک در آران و بیدگل

- قلعه کهن دژ
- دشت کویر و بند ریگ
- چاله‌های سمبک
- خطب شکن

## خانه‌های تاریخی
- خانه تاریخی بنی طباء (قابل بازدید)
- خانه تاریخی اسماعیلیان (قابل بازدید)
- خانه تاریخی صابری (قابل بازدید)
- خانه تاریخی صدیقیان (قابل بازدید)
- خانه تاریخی عمارت شمسه
- خانه تاریخی دانش
- خانه تاریخی مسعودی
- خانه تاریخی ایزدی
- خانه تاریخی شیخ‌الاسلام
- خانه تاریخی افتخار الاسلام (قابل بازدید)

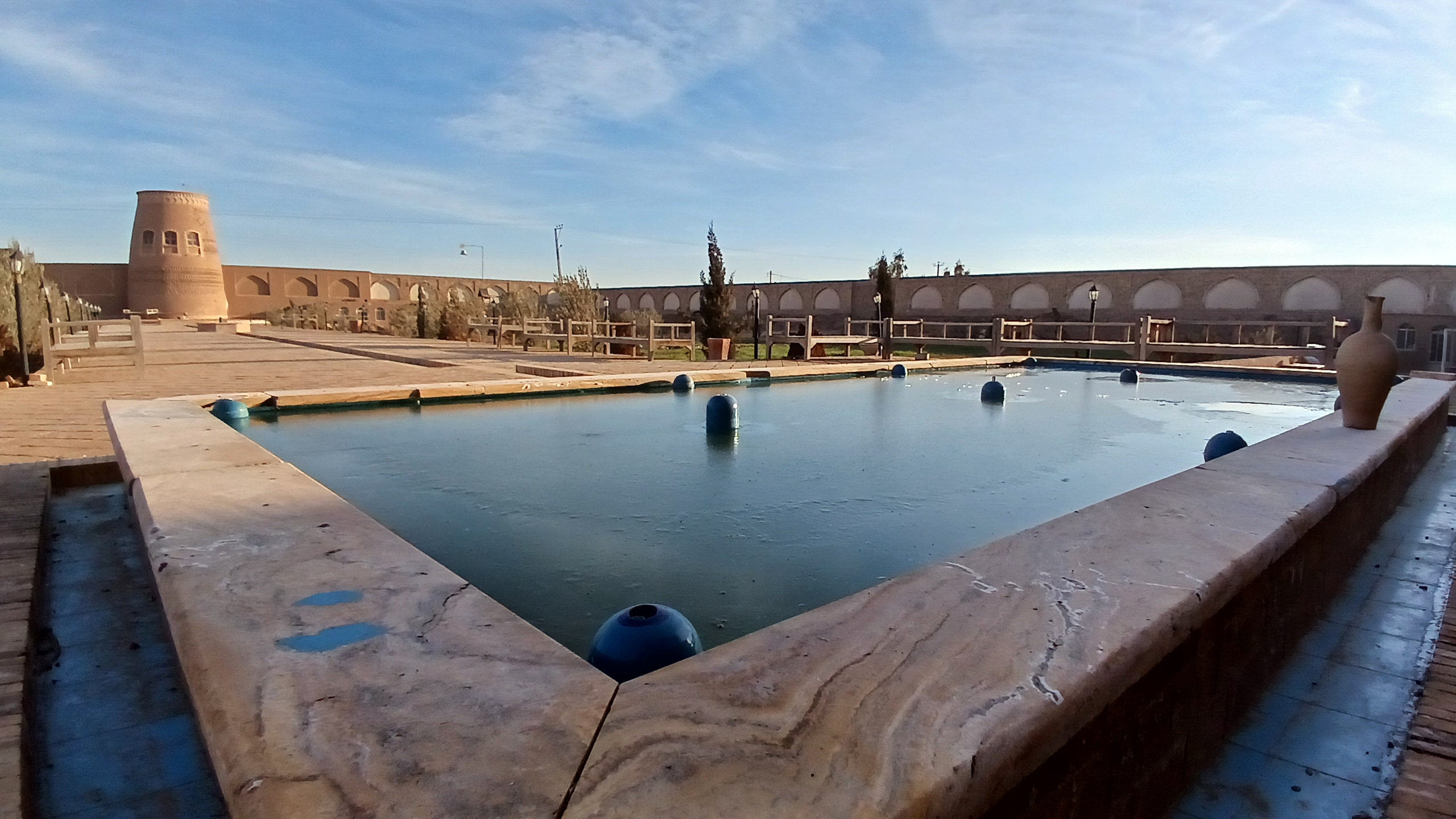
اقامتگاه بومگردی خانه باغ شاکر در نزدیکی آران و بیدگل

- خانه تاریخی آیت‌الله عاملی
- خانه تاریخی قاضی (قابل بازدید)
- خانه تاریخی آیت‌الله بحرینی
- خانه تاریخی صفا (قابل بازدید)
- خانه تاریخی اربابی (قابل بازدید)
- خانه تاریخی اکرمی (قابل بازدید)
- خانه تاریخی اکرمیان (قابل بازدید)
- خانه تاریخی خویشتن (قابل بازدید)
- خانه تاریخی قلعه
- و …

## محله‌ها

### محله‌های آران
1. دهنو
2. زینبیه
3. بازار
4. سرمحله
5. چهارسوق
6. وشاد
7. درب مسجد قاضی
8. سر کوچه دراز
9. حاج امین
10. سر کوچه یخچال
11. آب‌پخش
12. جنگلته (جنگل‌آباد)
13. زیرده (کوی شهدا)
14. کوی امام حسین
15. سرگنگه
16. مسلم آباد
17. دربند (دربند دهنو)
18. جمال آباد
19. جلال‌آباد
20. عباس‌آباد
21. احمدآباد
22. ولی عصر (عج)
23. قاسم‌آباد

### محله‌های بیدگل
1. مختص آباد
2. سلمقان
3. فخار خانه
4. توی‌ده
5. دروازه
6. یزلان
7. درب ریگ
8. باغ علوی
9. ویرانه
10. دربِ مختص‌آباد
11. رسالت
12. دولاب
13. حاج‌عبدالصمد (خانقاه، طالقانی)
14. هاشمیه
15. معین‌آباد
16. علی‌اکبر
17. فاطمیه

## آیین‌ها

### آیین هور بابایی
که به آن هور بابا یا هوم بابا هم گفته می‌شود.
در این آیین که در ماه رمضان (معمولاً در شب پانزدهم این ماه که شب تولد حسن بن علی است) انجام می‌شود، گروهی از کودکان و نوجوانان با قرار قبلی بین خودشان، بعد از افطار در مکانی مشخص جمع شده و پس از رای‌گیری، یک نفر صندوق‌دار و یک نفر میان‌دار انتخاب کرده و پس از فرستادن سه صلوات بلند که معنای خبری دارد، در کوچه پس کوچه‌های شهر به گردش درآمده و نیازهای خود را به سایرین بازگو می‌کنند. میان‌دار حکم تک‌خوان گروه را دارد و صندوق‌دار اجناس هدیه داده شده را، که بیشتر پول و خوراکی است، جمع می‌کند.
دسته بچه‌ها در پاسخ به هر بیتی که تک‌خوان می‌خواند، پاسخ می‌دهند: «هور بابا، هور بابا». پس از خواندن این اشعار میان‌دار دعا می‌کند و با آمین گفتن همه، گروه دوباره راه افتاده و به کوچه دیگر می‌رود.
به عقیده مردم آران و بیدگل این مراسم در حقیقت نوعی تشویق نابالغان برای شرکت در آیین روزه‌داری و برگرفته از رفتار حسن بن علی و حسین بن علی است که در شب‌های ماه رمضان، به منزل جدشان (پیامبر اکرم) رفته و سوره شمس را با صدا و آهنگی خوش می‌خواندند و بعد از خواندن این سوره، جد و پدرشان و تمامی مسلمانان را دعا می‌کردند، آنگاه پیامبر اکرم و علی بن ابی‌طالب برای خوشحالی و تشویق آن‌ها مقداری خوراکی به آن‌ها می‌دادند.

### آیین سنج‌زنی
این آیین در فهرست ملی میراث فرهنگی ناملموس و معنوی کشور جمهوری اسلامی ایران ثبت گردیده است و در شب تاسوعای حسینی برگزار می‌گردد.